# Iuri Krivorutxko
Iuri Hrihòrovitx Krivorutxko (en ucraïnès: Ю́рій Григо́рович Кривору́чко; nascut el 19 de desembre de 1986 a Lviv) és un jugador d'escacs ucraïnès, que té el títol de Gran Mestre des de 2006.
A la llista d'Elo de la FIDE de l'abril de 2022, hi tenia un Elo de 2683 punts, cosa que en feia el jugador número 4 (en actiu) d'Ucraïna, i el 53è millor jugador al rànquing mundial. El seu màxim Elo va ser de 2717 punts, a la llista del novembre de 2015 (posició 34 al rànquing mundial).

## Resultats destacats en competició
El 2004 fou tercer al Campionat d'Europa de la Joventut, a Ürgüp, una posició que repetí al Campionat del món juvenil de 2006 a Erevan. El 2008 empatà als llocs 1r-8è amb Vugar Gaixímov, David Arutinian, Serhí Fedortxuk, Konstantín Txernixov, Andrei Deviatkin, Vasilios Kotronias i Erwin L'Ami a l'Obert de Cappelle-la-Grande. El 2009 formà part de l'equip ucraïnès que guanyà la medalla de bronze al Campionat d'Europa per equips i empatà als llocs 1r-4t amb Hedinn Steingrimsson, Hannes Stefansson i Mihail Marin a l'obert de Reykjavik. El 2010, empatà als llocs 1r-6è amb Mircea Parligras, Gabriel Sargissian, Serguei Vólkov, Bela Khotenashvili i Vladislav Borovikov al II Torneig Internacional de Rethymno. També el 2010, empatà als llocs 1r-3r amb Dmitri Svetuşkin i Oleksandr Zúbarev a Paleókhora.
El juny del 2013 es va proclamar campió d'Ucraïna amb 7½ punts d'11, els mateixos que l'excampió del món el GM Ruslan Ponomariov. L'agost de 2013 participà en la Copa del Món de 2013, on tingué una actuació regular, i arribà a la tercera ronda, on fou eliminat per Vasil Ivantxuk 1-3.
El desembre de 2015 fou 2-10è (cinquè en el desempat) de l'Al Ain Classic amb 6½ punts de 9 (els campió fou Wang Hao).